# Gymnogobius opperiens
Gymnogobius opperiens es una especie de peces de la familia de los Gobiidae en el orden de los Perciformes.

## Morfología
Los machos pueden llegar a alcanzar los 8,1 cm de longitud total.

## Hábitat
Es un pez de clima templado y demersal.

## Distribución geográfica
Se encuentra en el Japón (Honshu y Hokkaido) y Rusia. 

## Observaciones
Es inofensivo para los humanos. 